# قائمة البعثات الدبلوماسية في سنغافورة

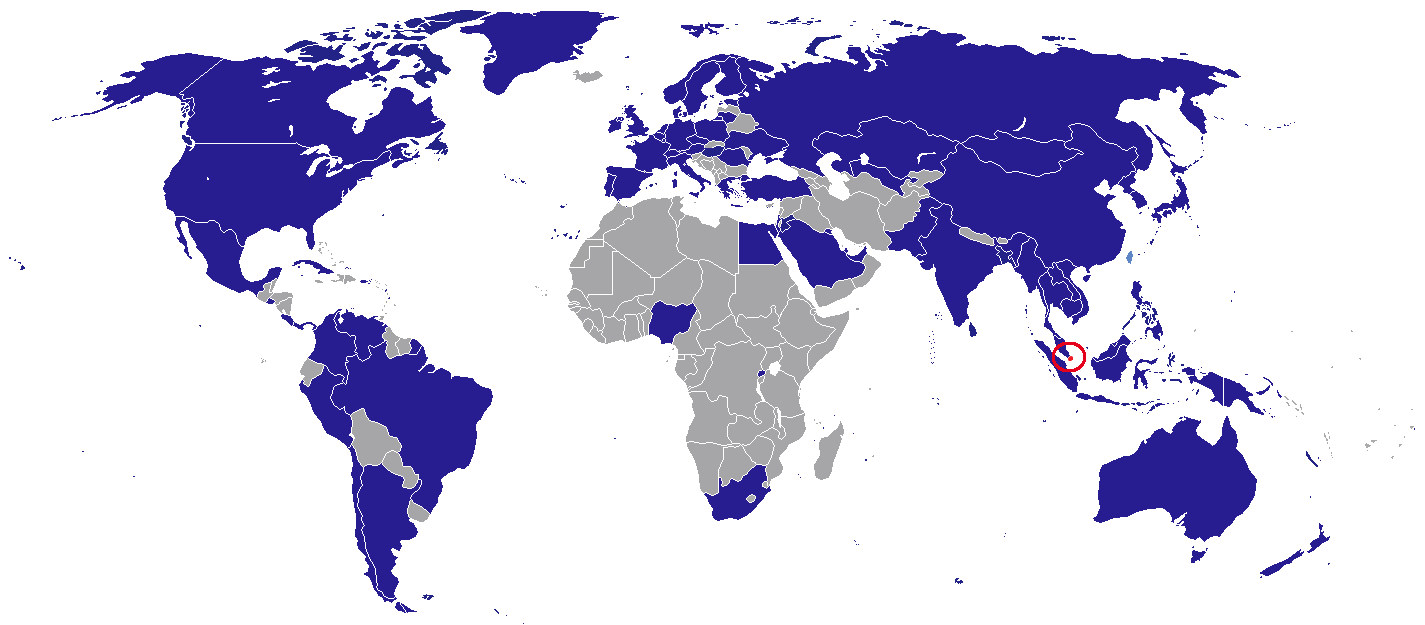
خريطة البعثات الدبلوماسية في سنغافورة

تتكون قائمة البعثات الدبلوماسية في سنغافورة من 71 سفارة ولجان عليا وعدة مراكز قنصلية أجنبية و 11 منظمة دولية. لا يشمل القنصليات الفخرية. لقد اعتمدت الدول التي ليس لها أي شكل من أشكال التمثيل الدبلوماسي في سنغافورة السفراء غير المقيمين أو المفوضين الساميين في الدولة الجزيرة الجزيرة.
نظرًا لارتفاع تكلفة الأراضي المعروضة للإيجار في سنغافورة، فإن العديد من الدول تدير سفاراتها أو عمولاتها العالية في وحدة مكتبية داخل مبنى تجاري. ومع ذلك، هناك دول تدير سفاراتها أو لجانها العليا داخل مجمعاتها الدبلوماسية مثل أستراليا، بروناي، الصين، فرنسا، الهند، إندونيسيا، إسرائيل، اليابان، ماليزيا، ميانمار، الفلبين، روسيا، سويسرا، تايلاند، الولايات المتحدة المملكة والولايات المتحدة وفيتنام .
كوبا هي أحدث دولة تفتح سفارتها في سنغافورة في 4 نوفمبر 2015.  

## السفارات الأجنبية المقيمة واللجان العليا
| البلد                    | العنوان                                                             | الصورة | الموقع |
| ------------------------ | ------------------------------------------------------------------- | ------ | ------ |
| أنغولا                   | Three Temesek Avenue #23-01/02, Centennial Tower                    |        | [ 3 ]  |
| الأرجنتين                | 7 Temasek Boulevard                                                 |        | [ 4 ]  |
| أستراليا                 | 25 Napier Road                                                      |        | [ 5 ]  |
| النمسا                   | 600 North Bridge Road, #24-04/05 Parkview Square                    |        | [ 6 ]  |
| بنغلاديش                 | 91 Bencoolen Street, # 06-01, Sunshine Plaza                        |        | [ 7 ]  |
| بلجيكا                   | #14-01 AXA Tower, 8 Shenton Way                                     |        | [ 8 ]  |
| البرازيل                 | 101 Thomson Road, #29-01/03 United Square                           |        | [ 9 ]  |
| بروناي                   | 325 Tanglin Road                                                    |        | [ 10 ] |
| كمبوديا                  | 400 Orchard Road, #10-03/04 Orchard Towers                          |        | [ 11 ] |
| كندا                     | One George Street, #11-01                                           |        | [ 12 ] |
| تشيلي                    | 8 Temasek Boulevard – #24-01 – Suntec Tower Three                   |        | [ 13 ] |
| الصين                    | 150 Tanglin Road                                                    |        | [ 14 ] |
| كولومبيا                 | 152 Beach Road #03-04 Gateway East                                  |        | [ 15 ] |
| كوستاريكا                | 896 Dunearn Road, #03-02B Sime Darby Centre                         |        | [ 16 ] |
| كوبا                     | 390 Havelock Road, #08-04 King's Centre                             |        | [ 17 ] |
| الدنمارك                 | 101 Thomson Road, #13-01/02 United Square                           |        | [ 18 ] |
| تيمور الشرقية            | 3 Killiney Road, #04-09 Winsland House I                            |        | [ 19 ] |
| مصر                      | 101 Thomson Road, #13-01/02 United Square                           |        | [ 20 ] |
| فنلندا                   | 101 Thomson Road, # 21-03 United Square                             |        | [ 21 ] |
| فرنسا                    | 101-103 Cluny Park Road                                             |        | [ 22 ] |
| ألمانيا                  | #12-00 Singapore Land Tower, 50 Raffles Place                       |        | [ 23 ] |
| اليونان                  | Goldbell Towers #06-03/04, 47 Scotts Road                           |        | [ 24 ] |
| المجر                    | 250 North Bridge Road, #29-01 Raffles City Tower                    |        | [ 25 ] |
| الهند                    | 31, Grange Road                                                     |        | [ 26 ] |
| إندونيسيا                | 7 Chatsworth Road                                                   |        | [ 27 ] |
| جزيرة أيرلندا            | 541 Orchard Road, Liat Towers, 8th Floor                            |        | [ 28 ] |
| إسرائيل                  | 24 Stevens Close                                                    |        | [ 29 ] |
| إيطاليا                  | 101 Thomson Road #27-02, United Square                              |        | [ 30 ] |
| اليابان                  | 16 Nassim Road                                                      |        | [ 31 ] |
| الأردن                   | 9 Temasek Boulevard #15-01, Suntec Tower 2                          |        | [ 32 ] |
| كازاخستان                | 1 Kim Seng Promenade #09-04/05, Great World City, East Office Tower |        | [ 33 ] |
| سفارة إندونيسيا في كندا  | 170 Bukit Timah Road                                                |        | [ 34 ] |
| لاوس                     | 51 Goldhill Plaza, #13-04/05                                        |        | [ 35 ] |
| المالديف                 | 101 Thomson Road, 30-01A United Square                              |        | [ 36 ] |
| ماليزيا                  | 301, Jervois Road                                                   |        | [ 37 ] |
| المكسيك                  | 152 Beach Road # 03-01/03, The Gateway East                         |        | [ 38 ] |
| منغوليا                  | 600 North Bridge Road, #24-08 Parkview Square                       |        | [ 39 ] |
| ميانمار                  | 15 St. Martin's Drive                                               |        | [ 40 ] |
| هولندا                   | 541 Orchard Road #13-01, Liat Towers                                |        | [ 41 ] |
| نيوزيلندا                | Level 21-04, 1 George St                                            |        | [ 42 ] |
| نيجيريا                  | 143 Cecil Street #13-01, GB Building                                |        | [ 43 ] |
| كوريا الشمالية           | High Street Centre, 1 North Bridge Road #15-01                      |        | [ 44 ] |
| النرويج                  | 16 Raffles Quay, Hong Leong Building (44th floor, office 01)        |        | [ 45 ] |
| باكستان                  | 1-Scotts Road, Shaw Centre # 24-02/04                               |        | [ 46 ] |
| بنما                     | 16 Raffles Quay #41-06, Hong Leong Building                         |        | [ 47 ] |
| بابوا غينيا الجديدة      | 143 Cecil Street, 19-03/04 GB Building                              |        | [ 48 ] |
| بيرو                     | 390 Orchard Road, #12-03 Palais Renaissance                         |        | [ 49 ] |
| الفلبين                  | سفارة الفلبين في سنغافورة                                           |        | [ 50 ] |
| بولندا                   | 435 Orchard Road, #17-02/03 Wisma Atria                             |        | [ 51 ] |
| البرتغال                 | 3 Killiney Road, #05-08, Winsland House 1                           |        | [ 52 ] |
| قطر                      | 8 Tamasek Boulevard, # 41-02 Suntec Tower 3                         |        | [ 53 ] |
| كوريا الجنوبية           | 47 Scotts Road #08-00                                               |        | [ 54 ] |
| رومانيا                  | 1 Claymore Drive, Orchard Towers #08-10                             |        | [ 55 ] |
| روسيا                    | 51 Nassim Road                                                      |        | [ 56 ] |
| رواندا                   | 8 Temasek Boulevard, #14-03 Suntec Tower 3                          |        | [ 57 ] |
| السعودية                 | 163 Penang Road, Winsland House II                                  |        | [ 58 ] |
| جنوب أفريقيا             | #15-01/06 Odeon Towers, 331 North Bridge Road                       |        | [ 59 ] |
| إسبانيا                  | 7 Temasek Boulevard, Suntec Tower One #39-00                        |        | [ 60 ] |
| سريلانكا                 | # 13-07/12 Goldhill Plaza, 51 Newton Road                           |        | [ 61 ] |
| السويد                   | TripleOne Somerset, 111 Somerset Road #05-01                        |        | [ 62 ] |
| سويسرا                   | 1 Swiss Club Link                                                   |        | [ 63 ] |
| تايلاند                  | 370 Orchard Road                                                    |        | [ 64 ] |
| تركيا                    | 2 Shenton Way, #10-03 SGX Centre 1                                  |        | [ 65 ] |
| أوكرانيا                 | 50 Raffles Place, # 16-05 Singapore Land Tower                      |        | [ 66 ] |
| الإمارات العربية المتحدة | 600 North Bridge Road, Parkview Square, #09-01                      |        | [ 67 ] |
| المملكة المتحدة          | 100 Tanglin Road                                                    |        | [ 68 ] |
| الولايات المتحدة         | 27 Napier Road                                                      |        | [ 69 ] |
| أوزبكستان                | 20 Kramat lane, United House 04-01                                  |        | [ 70 ] |
| الفاتيكان                | 55 Waterloo Street, #09-01/02                                       |        | [ 71 ] |
| فنزويلا                  | 3 Killiney Road, #07-03 Winsland House I                            |        | [ 72 ] |
| فيتنام                   | 10 Leedon Park                                                      |        | [ 73 ] |
| زيمبابوي                 | 7500A Beach Road, #13-308 The Plaza                                 |        | [ 74 ] |

## البعثات في سنغافورة
| بلد                    | عنوان                                         | صورة | موقع الكتروني |
| ---------------------- | --------------------------------------------- | ---- | ------------- |
| الاتحاد الأوروبي       | 250 طريق نورث بريدج، برج رافلز سيتي رقم 38-03 |      | [ 75 ]        |
|                        | 9 شارع Temasek، رقم 34-01، Suntec Tower Two   |      | [ 76 ]        |
| جمهورية الصين (تايوان) | 460 طريق ألكسندرا، مبنى رقم 23-00، مبنى PSA   |      | [ 77 ]        |

## المنظمات الدولية / مكاتب تمثيلية
- مؤسسة آسيا - أوروبا
- التعاون الاقتصادي لدول آسيا والمحيط الهادئ
- صندوق النقد الدولي (IMF)
- صندوق النقد الدولي - معهد سنغافورة للتدريب الإقليمي
- الوكالة اليابانية للتعاون الدولي
- مجلس التعاون الاقتصادي لمنطقة المحيط الهادئ
- منظمة الصحة العالمية
- وكالة ضمان الاستثمار متعددة الأطراف (MIGA)
- مركز مشاركة معلومات ReCAAP (ISC)
- مركز التدخل الإقليمي للأمراض الناشئة (REDI)
- المنظمة العالمية للملكية الفكرية
- البنك الدولي [78]

## السفارات واللجان العليا غير المقيمة
مقيمة في بكين، الصين
- ألبانيا
- أرمينيا
- جزر البهاما
- بوتسوانا[79]
- جزر القمر
- جمهورية الكونغو
- الغابون
- غينيا بيساو
- غيانا
- جامايكا [80]
- قرغيزستان
- ليسوتو
- مالاوي
- النيجر
- سيراليون [81]
- سورينام

مقيمة في نيودلهي، الهند
- جمهورية الكونغو الديمقراطية
- إرتريا
- إستونيا
- كينيا[82]
- موريشيوس
- مقدونيا
- تنزانيا[83]
- ترينيداد وتوباغو[84]
- أوغندا
- زامبيا

مقيمة في جاكرتا، اندونيسيا :
- أفغانستان
- أذربيجان[85]
- بيلاروس[86]
- البوسنة والهرسك[87]
- بلغاريا[88]
- كرواتيا[89]
- جمهورية التشيك[90]
- الإكوادور
- إثيوبيا
- فيجي
- جورجيا
- العراق
- ليبيا
- المغرب
- موزمبيق
- صربيا[91]
- سلوفاكيا [92]
- السودان
- تونس

مقيمة في كوالالمبور، ماليزيا :
- الجزائر
- اليمن

مقيمة في طوكيو، اليابان :
- بنين
- بوركينا فاسو
- جيبوتي
- جمهورية الدومينيكان
- السلفادور
- غانا
- غواتيمالا
- غينيا
- ساحل العاج
- ليبيريا
- ليتوانيا
- مدغشقر
- | - التقسيمات الإدارية - المناخ - الجزر - البلدات والقرى |

| - Compact of Free Association - الانتخابات - علاقات جزر مارشال الخارجية [لغات أخرى]‏ - تطبيق القانون - الهيئة التشريعية في جزر مارشال - حقوق المثليين جنسيا (history) - العسكرية - الأحزاب السياسية - الرئيس [لغات أخرى]‏ |

| - الاتصال عن بعد - النقل - المطارات |

| - جزر مارشال للأبد - التركيبة السكانية - علم جزر مارشال - لغة مارشالية - الموسيقى - العطلات الرسمية - الدين - شعار جزر مارشال |
- موريتانيا
- ولايات ميكرونيسيا المتحدة
- السنغال

مقيمة في بانكوك، تايلاند :
- البحرين
- بوتان
- لوكسمبورغ
- نيبال [93]

مقيمة في سول، كوريا الجنوبية :
- باراغواي
- تركمانستان

مقيمة في عواصم أخرى :
- آيسلندا (ريكيافيك)
- إيران (طهران)
- لاتفيا (ريغا)
- مالطا (فاليتا)
- ناميبيا (ويندهوك)
- ساموا (كانبيرا)
- سوريا (دمشق)
- إسواتيني (مباباني)
- تونغا ( كانبرا )
- الأوروغواي ( هانوي ) [94]

## روابط خارجية
- وزارة الخارجية سنغافورة
- القائمة الدبلوماسية